# Heliamphora sarracenioides
Heliamphora sarracenioides ist eine Pflanzenart aus der Gattung der Sumpfkrüge; es handelt sich dabei um eine fleischfressende (präkarnivore) Pflanze. Die Art wurde im Januar 2004 von einer deutschen Expedition in Venezuela entdeckt.

## Beschreibung
Die Pflanzen der Art haben ein verzweigtes Rhizom. Die Samen sind ungefähr 1,5 mm lang, eiförmig und geflügelt.

### Blätter
Bei den Blättern der Pflanze handelt es sich um bis zu 30 cm große, im Durchmesser bis zu 5 cm, an der Öffnung jedoch nur bis zu 3,5 cm weite, je nach Besonnung grün bis tiefrote Schläuche. Diese sind in ihrer Gestalt von den trichterförmigen Blättern anderer Heliamphora abweichend und eher denen der Roten Schlauchpflanze (Sarracenia purpurea) ähnlich. Besonders verstärkt wird dieser Eindruck durch einen weiten „Deckel“, der bis zu 4 mal 5 cm groß und leicht über die häufig kleinere Öffnung des Schlauchs geknickt ist und mit bis zu 0,2 mm großen Drüsen besetzt ist. Der obere Teil des Blattinneren ist glatt und unbehaart, und deutlich vom unteren, behaarten Teil abgegrenzt.

### Blüten
Am bis zu 60 cm langen, unbehaarten Blütenstiel stehen in der Regel zwei bis drei Einzelblüten an bis zu 5 cm langen, mit Nebenblättern besetzten Blütenstielen, deren lanzettförmige, weiß bis rosafarbene Blütenblätter um die vier cm lang und zwei cm breit sind. Sie umfassen zehn 5 bis 6 mm lange Staubblätter mit 7 bis 8 mm langen und 1,5 mm breiten, oblong-lanzettlichen Staubbeuteln. Die für die Gattung eher ungewöhnliche Länge der Staubbeutel lässt auf eine nähere Verwandtschaft mit Heliamphora heterodoxa und Heliamphora folliculata schließen.

## Verbreitung
Die Art ist auf mehreren venezolanischen Tepuis und in der Gran Sabana beheimatet.

## Etymologie
Der Name Heliamphora ist aus den griechischen Bezeichnungen für Sumpf und Krug zusammengesetzt, das sarracenioides bezieht sich auf das unübliche, schlauchpflanzenähnliche Aussehen der Art.